# 伊予青島テレビ中継局
伊予青島テレビ中継局（いよあおしまテレビちゅうけいきょく）は、愛媛県大洲市の旧喜多郡長浜町域に置かれている地上デジタルテレビ放送の中継局。

## 概要
- 当テレビ中継局は、大洲市長浜町の青島に置かれ、同島や大洲市及び伊予市の沿岸部の一部へ電波を送信している。

## 送信施設概要
| リモコンキーID | 放送局名          | チャンネル | 空中線電力 | ERP  | 放送対象地域 | 放送区域内世帯数 | 備考                  |
| 1              | NHK松山総合テレビ | 37         | 10W        | 220W | 愛媛県       | 約2500世帯●      | ●印の補足は下記に記述 |
| 2              | NHK松山教育テレビ | 36         | 10W        | 220W | 全国         | 約2500世帯●      | ●印の補足は下記に記述 |
| 4              | RNB南海放送       | 38         | 10W        | 220W | 愛媛県       | 約2500世帯●      | ●印の補足は下記に記述 |
| 5              | eat愛媛朝日テレビ | 28         | 10W        | 195W | 愛媛県       | 約2500世帯●      | ●印の補足は下記に記述 |
| 6              | ITVあいテレビ     | 48         | 10W        | 195W | 愛媛県       | 約2500世帯●      | ●印の補足は下記に記述 |
| 8              | EBCテレビ愛媛     | 44         | 10W        | 220W | 愛媛県       | 約2500世帯●      | ●印の補足は下記に記述 |

- ●印の補足…愛媛県伊予市双海地区から大洲市長浜町にかけて発生しているデジタル視聴困難地区（40地区502世帯）の受信改善世帯数も含まれる。

## 歴史
- 2011年12月8日に予備免許交付、12月15日から試験放送開始、2012年2月22日に本免許交付、同日から本放送開始。